# Niþijo
Niþijo war wahrscheinlich ein germanischer Toreut, der um 200 oder etwas danach in Südnorwegen tätig war.
Der Name Niþijo ist nur von einem Schild-Handgriff aus Silber bekannt, auf den in Runenschrift niþijo tawide, Niþijo machte, geschrieben stand. Dieser wurde 1983 im Moor von Illerup Ådal in Dänemark gefunden, wo auch eine größere Zahl weiterer Waffen und persönlicher Gegenstände geborgen wurden. Darunter waren neben dem Schild-Handgriff mit der Niþijo-Inschrift auch einige weitere Objekte mit Runenschrift, die aufgrund ihrer Form bedeutsam sind. Der Griff befindet sich heute im Moesgaard Museum in Højbjerg. Während die Herkunft aus Südnorwegen als gesichert gilt, ist wie bei allen Runeninschriften dieser Art nicht klar, ob die Formulierung niþijo tawide den Hersteller des Objektes oder den der Inschrift meint, womit Niþijo nicht gesichert als der Schöpfer des Schild-Handgriffes gelten kann, wie wohl die Wahrscheinlichkeit sehr groß ist.

## Einzelbelege
1. ↑  Inventarnummer 1880 TWR

| Personendaten    | Personendaten               |
| ---------------- | --------------------------- |
| NAME             | Niþijo                      |
| KURZBESCHREIBUNG | antiker germanischer Toreut |
| GEBURTSDATUM     | 1. Jahrhundert              |
| STERBEDATUM      | 2. Jahrhundert              |